# Chiesa di Santa Maria del Graffeo
I resti della chiesa di Santa Maria del Graffeo, primitivo luogo di culto di rito greco - latino a Messina, sono ubicati in via I Settembre angolo via Università, al numero civico 171, primitiva «Strada d'Austria». Nell'atrio dello stabile si trovano inglobati i resti dell'antico ingresso del tempio. Chiesa altrimenti nota come Nostra Donna del Graffeo sotto il titolo della «Cattolica».

## Storia
In epoca bizantina fino all'avvento dell'Emirato di Sicilia i cittadini di Messina professavano la religione secondo il rito e la lingua greca sotto la guida spirituale del Protopapa.
Nel 1060, il Gran Conte di Sicilia Ruggero I nomina il primo arcivescovo di Sicilia di rito latino presso la cattedra messinese.
L'origine del luogo di culto è legata alla separazione dei due riti religiosi, quello greco da quello latino, in seguito allo scisma d'Oriente nel 1168. Il clero greco che prima officiava nella chiesa di Santa Maria La Nuova, vista la continua preponderanza del clero latino si trasferì in questa chiesa, vicino alla cattedrale, che fu denominata «Cattolica» secondo un privilegio accordato alle più importanti fra le chiese non latine di possedere un battistero, ciò che valeva per i greci il nome di "KATHOLIKI".
Il clero cattolico di rito bizantino rappresentato dal protopapa, considerato il capo della comunità e la terza personalità religiosa della città dopo l'arcivescovo e l'archimandrita, aveva sede presso questo tempio. Prestano obbedienza a questa chiesa tutte le chiese greche di Messina e moltissime altre filiali, per concessione del protopapa, amministrate da organismi di rito latino. Il clero che l'officiava, fu sempre in armonia con la fede cattolica romana rifiutando qualsiasi adesione all'ortodossia scismatica.
Alla base il culto per la sacra immagine della Madonna del Graffeo intesa presso il clero latino come Madonna della Lettera, festeggiata da entrambe le comunità il 3 giugno.
Il Protopapa, ebbe anche l'elogio del Papa Eugenio IV al Concilio di Firenze del 1438.
In funzione di questa profonda devozione la chiesa ebbe anche il titolo di «Santa Maria del Graffeo». In seguito alla bolla pontificia emanata dal Papa Benedetto XIV, propenso al mantenimento del rito greco-latino, furono confermati al clero greco tutti i privilegi e le prerogative della dignità protopapale, compreso l'antichissimo diritto di eleggere il proprio capo superiore, chiamato Protopapa o Protopapas "... senza che persona alcuna s'ingerisse".
Il protopapa Giuseppe Vinci, eletto il 23 giugno 1744, nel suo scritto "Documenti per l'osservanza del Divin Culto, Rito Greco-Latino" stampato a Messina nel 1756, fornisce un elenco completo dei Protopapa che, a partire dal 1130, si avvicendarono a ricoprire l'alta carica di guida della chiesa greca a Messina.
Un primo restauro avvenuto nel 1752 è documentato da una lapide non più esistente che si trovava sul portale d'ingresso, essa recitava: "CATHOLICA ECCLESIARUM GRAECARUM MATER ET CAPUTA FUNDAMENTIS AMPLIATA A.D. MDCCLII".

### Epoca contemporanea
Il tempio di rito bizantino fu parzialmente distrutto dal terremoto di Messina del 1908, il titolo parrocchiale trasferito alla chiesa di San Domenico, poi alla chiesa di San Francesco d'Assisi di San Licandro fino a quando l'arcivescovo Ignazio Cannavò negli anni novanta, ricostituì a tutti gli effetti l'antica parrocchia affidandola al Papas Antonio Cucinotta, primo sacerdote messinese di rito bizantino ordinato in città dopo quasi cento anni.
Le funzioni liturgiche furono ospitate nella chiesa della Madonna dei Miracoli di Provinciale. Dal 2012 la Divina Liturgia è ospitata presso la chiesa dei Santi Cosma e Damiano, tempio di origine bizantina, in piazza San Cosimo, nelle vicinanze del Cimitero monumentale di Messina.

## Interno
All'interno sono documentati: 
- una pregevole acquasantiera scolpita a bassorilievo del XIV secolo;
- una colonna in marmo di epoca ellenistica che sosteneva il fonte battesimale, oggi custodita al Museo regionale di Messina;[7]
- il dipinto su tavola della Madonna del Graffeo ove la Vergine è raffigurata col Bambino e la Lettera, opera donata da Luciano Foti nel XIV secolo,[6] oggi custodita nel Tesoro del Duomo.
- il cenotafio e mezzobusto di Leonardo Paté,[1] studioso di filosofia e letteratura greche, il 25 novembre 1643 tradusse dal greco il testo della Sacra Lettera dopo il ritrovamento.[8]

Sulla superficie della colonna un'epigrafe in greco recita: "Ad Esculapio e ad Igea servatori tutelari della città", analoga a quella riprodotta nella colonna dell'acquasantiera documentata nel Duomo che testimonia quel culto in città in epoca greca.
Dell'impianto originale rimangono oggi, i pochi eleganti resti dell'ingresso costituiti da due campate gotiche con volta a crociera su colonne angolari e peducci inglobati nell'edificio, elementi risparmiati dal terremoto di Messina del 1908.

## Luoghi di culto limitrofi

### Chiesa di San Giovanni Battista dei Fiorentini
Luogo di culto edificato sulle rovine del tempio di Ercole Manticlo, a sua volta sorto nel 483 a.C., e intitolato in epoca cristiana a San Michele Arcangelo.
Verso il XV secolo, banchieri e mercanti fiorentini si stabilirono in questo quartiere dediti alla produzione, tessitura e commercio della seta.
Nel 1580 l'arcivescovo Giovanni Retana lo assegnò alla Nazione Fiorentina che ne mutò il titolo in «San Giovanni Battista», verosimilmente per mantenere il legame con la città di provenienza, aggiungendo l'appellativo "dei Fiorentini". Nel 1605 per raccordare le rinnovate Strada d'Austria e Strada Cardines, nonostante il parere contrario dell'arcivescovo Bonaventura Secusio, la chiesa fu abbattuta per essere ricostruita in modo più confacente alle mutate concezioni urbanistiche. Nell'opera di riedificazione contribuisce l'architetto del Senato Messinese Vincenzo Tedeschi.
Rovinato col terremoto della Calabria meridionale del 1783, la memoria storica del tempio fu affidata ad una targa incastonata presso le Quattro Fontane.
- XVI secoloc., Madonna Annunziata, statua marmorea, manufatto proveniente da Firenze.[10]
- XVI secolo, Natività, dipinto documentato sull'altare maggiore, opera di Albrecht Dürer[10] verosimilmente commissionato e realizzato durante uno dei suoi soggiorni in Italia.